# (5450) Sokrates
(5450) Sokrates ist ein Asteroid des Hauptgürtels, der am 24. September 1960 von dem niederländischen Astronomenehepaar Cornelis Johannes van Houten und Ingrid van Houten-Groeneveld entdeckt wurde. Die Entdeckung geschah im Rahmen des Palomar-Leiden-Surveys, bei dem von Tom Gehrels mit dem 120-cm-Oschin-Schmidt-Teleskop des Palomar-Observatoriums aufgenommene Feldplatten an der Universität Leiden durchmustert wurden.
Der Asteroid wurde nach dem griechischen Philosophen Sokrates (469 v. Chr.–399 v. Chr.) benannt, dessen für das abendländische Denken grundlegende Lehre die Basis für nahezu alle bedeutenden philosophischen Schulen der Antike legte.